# William Seymour, 2. Duke of Somerset

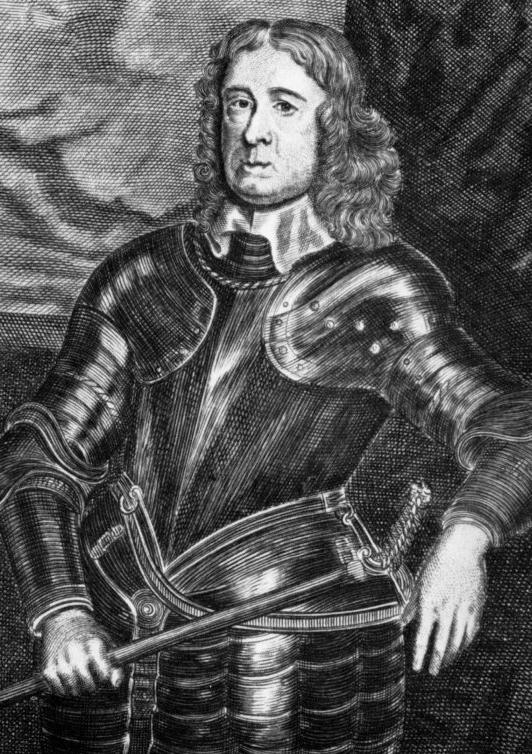
William Seymour, 2. Duke of Somerset

William Seymour, 2. Duke of Somerset (* 1588; † 24. Oktober 1660 in Covent Garden) war ein englischer Adliger.

## Leben
William war ein Sohn von Edward Seymour, Lord Beauchamp, und dessen Gemahlin Honora Rogers. Von seinem Großvater Edward Seymour, 1. Earl of Hertford erbte er bereits im Februar 1621 durch Writ of Acceleration vorzeitig den Titel 2. Baron Beauchamp, bevor er beim Tod seines Großvaters am 6. April 1621 auch den Titel 2. Earl of Hertford erbte.
Am 22. Juni 1610 heiratete er heimlich die englische Thronanwärterin Arbella Stuart. Da Arbellas Vermählung ohne Genehmigung des Königs stattfand, wurden beide im Tower eingekerkert, konnten aber fliehen. Arbella gelang die Flucht nicht, während William sicher Ostende erreichte. Arbella starb 1615 im Tower of London.
Während des Bürgerkriegs stand er als treuer Royalist auf der Seite von König Karl I., der ihn am 3. Juni 1640 zum Marquess of Hertford erhob. Auch während der Gefangenschaft Karls I. verhielt er sich loyal zum König, der ihm zeitweise den Prince of Wales anvertraute.
Im Jahr seines Todes wurde 1660 im Rahmen der Stuart-Restauration die Titel Duke of Somerset und Baron Seymour für ihn wiederhergestellt, die 1552 seinem Urgroßvater Edward Seymour aberkannt worden waren. Da seine ersten drei Söhne vor ihm starben, erbte sein Enkel William, Sohn seines 1654 verstorbenen dritten Sohnes Henry, seine Adelstitel als 3. Duke.

## Nachkommen
William Seymour heiratete in zweiter Ehe 1616 Frances († 1679), Tochter des Robert Devereux, 2. Earl of Essex, mit der er folgende Kinder hatte:
- William Seymour, Lord Beauchamp (1621–1642)
- Robert Seymour, Lord Beauchamp (1622–1646)
- Henry Seymour, Lord Beauchamp (1626–1654), ⚭ Mary, Tochter des Arthur Capell, 1. Baron Capell of Hadham; Eltern des William Seymour, 3. Duke of Somerset (1654–1671)
- Mary Seymour († 1673), ⚭ vor 1649 Heneage Finch, 3. Earl of Winchilsea
- Jane Seymour (1637–1679), ⚭ 1661 Charles Boyle, 2. Baron Clifford, aus dieser Linie stammt Elizabeth Bowes-Lyon ab
- Frances Seymour, ⚭ (1) 1652 Richard Molyneux, 2. Viscount Molyneux, ⚭ (2) 1659 Thomas Wriothesley, 4. Earl of Southampton, ⚭ (3) 1676 Conyers Darcy, 2. Earl of Holderness
- John Seymour, 4. Duke of Somerset (1646–1675)